# Chrysaor

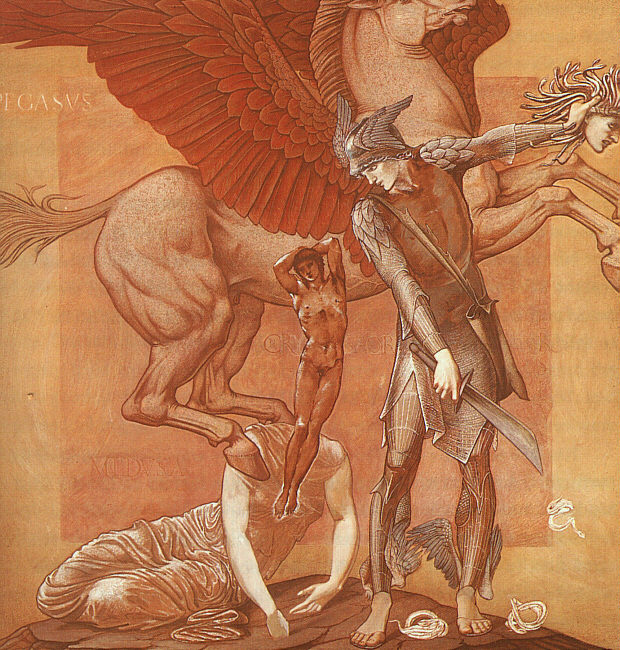
Pegasus och Chrysaors födelse
av Edward Burne-Jones, cirka 1876-1885

Chrysaor (Guldsvärd) var i grekisk mytologi en krigare och kung i Iberien. Han var son till Poseidon och Medusa och föddes ur Medusas blod med ett gyllene svärd i sin hand tillsammans med Pegasus sedan Perseus hade huggit huvudet av henne. Tillsammans med hustrun Kallirhoe var han far till Geryon och Echidna.